# Banque Misr

Logo der Banque Misr

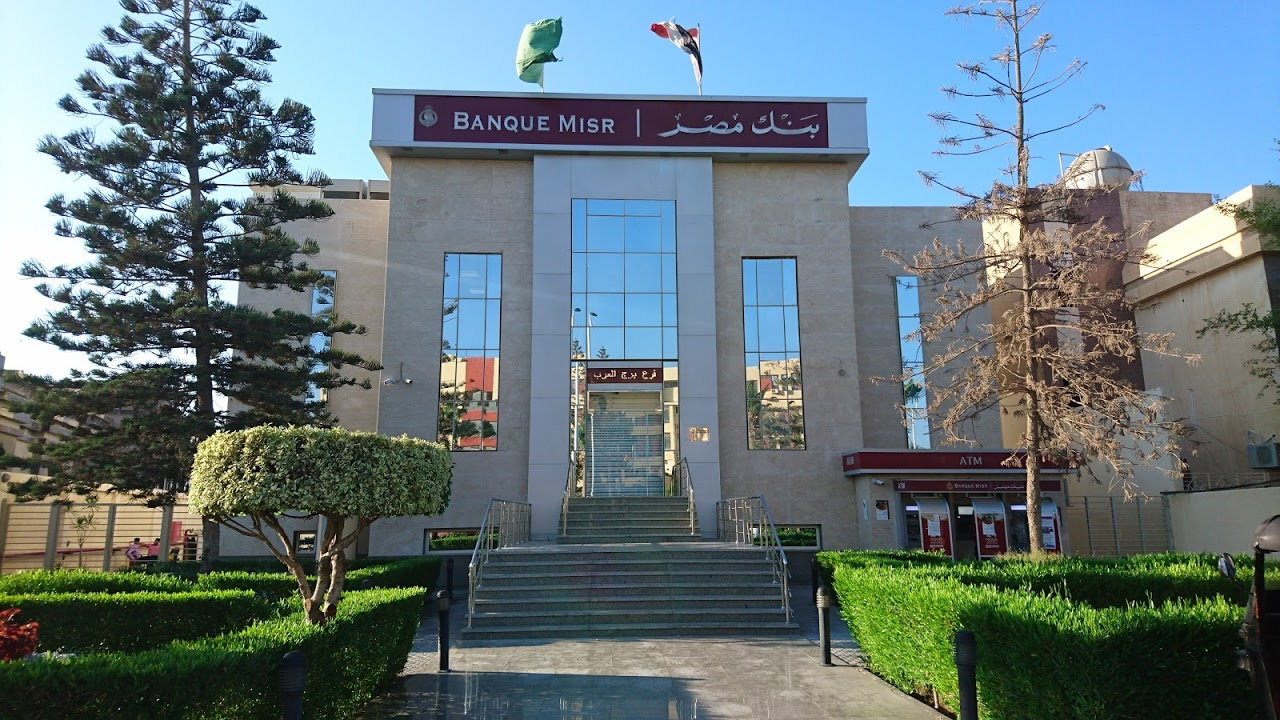
Stadfilliale von Neu Borg El Arab

Die Banque Misr (arabisch بنك مصر Bank Misr) ist eine ägyptische Bank, die 1920 von dem Industriellen Joseph Aslan Cattaui Pasha und dem Wirtschaftswissenschaftler Talʿat Harb Pasha gegründet wurde. Die Regierung der Vereinigten Arabischen Republik verstaatlichte die Bank im Jahr 1960. Die Bank verfügt über Zweigstellen in allen ägyptischen Gouvernements sowie über Wechselstuben und Arbeitsgenehmigungsbüros für ausländische Arbeitnehmer in Ägypten.

## Geschichte

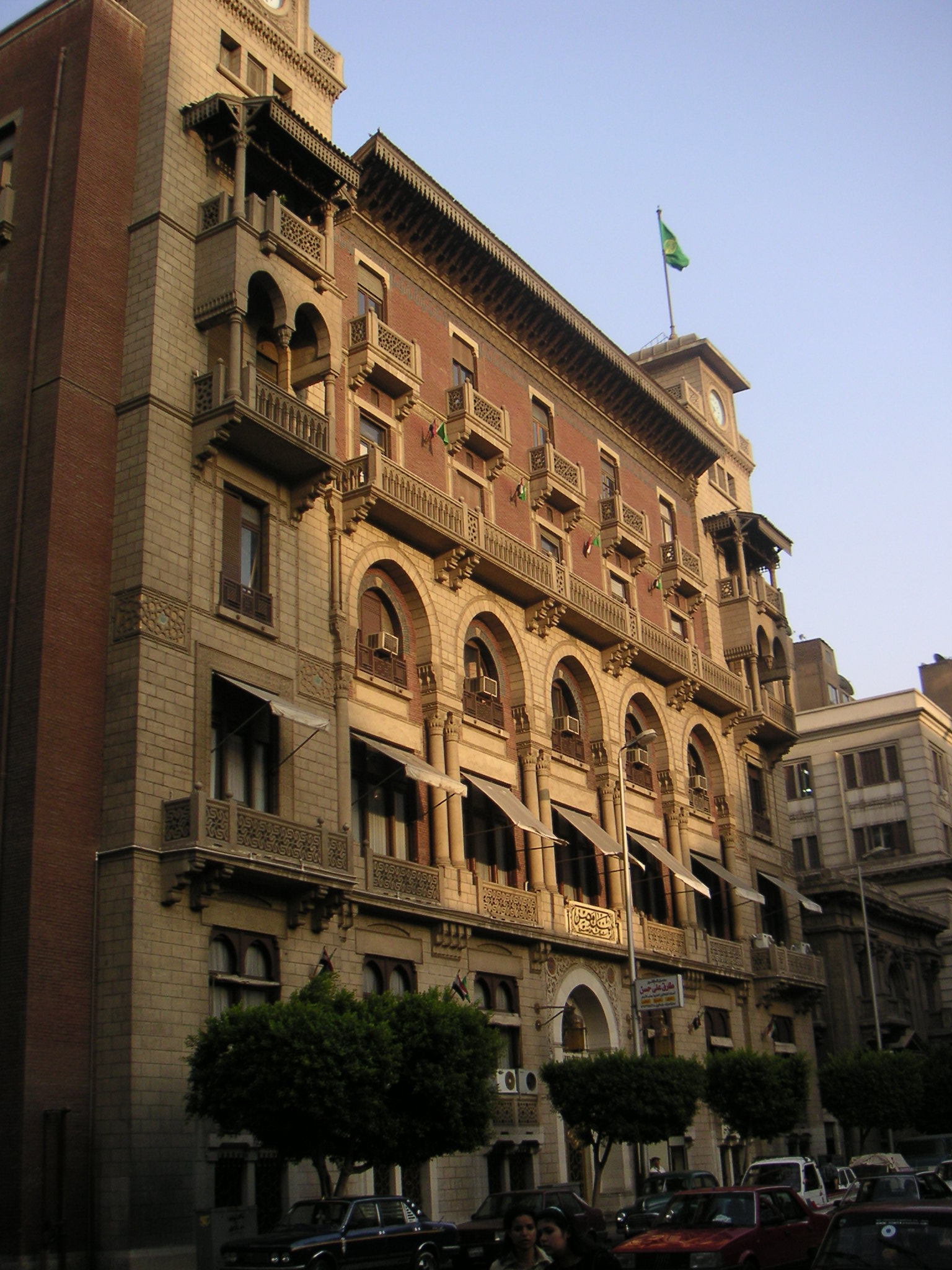
Das von Antonio Lasciac entworfene und 1927 fertiggestellte Gebäude der Hauptverwaltung in Kairo

Die Idee einer ägyptischen Nationalbank geht mindestens auf die Tage von Muhammad Ali zurück, der kurz vor seiner Erkrankung und seinem Tod die Gründung einer Bank mit 700.000 Riyals anordnete. Amin Schumayyil schrieb am 26. April 1879 in der Zeitung Al-Tijara einen Artikel zugunsten der Idee; obwohl eine Reihe ägyptischer Würdenträger zusammenkam, um das Projekt zu erörtern, wurde die Idee diesmal durch den Konflikt zwischen dem Khediven Isma'il Pascha und der Nationalversammlung und den anschließenden ʻUrabi-Aufstand zunichtegemacht. Der Freund des Revolutionsführers Ahmed ʻUrabi, Wilfrid Scawen Blunt, berichtet in seinen Memoiren, dass Urabi eine „Kreditbank“ für Bauern geplant hatte.
Omar Lotfi Bey, Mitglied der Watani-Partei und Vizepräsident der juristischen Fakultät (heute Teil der Universität Kairo), griff die Idee ab dem 1. November 1908 in Vorlesungen im Universitätsclub wieder auf, doch seine Vorschläge, deutsche und italienische Unterstützung und Kredite in Anspruch zu nehmen, waren politisch umstritten.
Joseph Cattaui und Talʿat Harb waren 1920 Mitbegründer der Banque Misr. Talaat hatte 1907 und 1911 Bücher veröffentlicht, in denen er die Gründung einer Nationalbank mit ägyptischer Finanzierung forderte. (Die ägyptische Nationalbank war in britischem Besitz, und alle anderen Banken in Ägypten befanden sich in ausländischem Besitz.) Harb baute die Bank Misr nach dem Vorbild der Deutschen Orientbank auf, mit der er aufgrund seiner Freundschaft mit dem Eigentümer einer sephardisch-jüdischen Bank, der Banque Suarès, vertraut war. Harb gründete die Banque Misr und ihre Unternehmen auf der Grundlage bestimmter Konzepte: Alle Geschäfte wurden in arabischer Sprache abgewickelt, die Bank wurde von Ägyptern betrieben, und die Bank beschränkte den Aktienbesitz auf ägyptische Staatsbürger. Dem Verwaltungsrat der Misr gehörten mehrere sephardische Juden und ein koptischer Christ an.
In den Jahren 1926–1927 gründete die Banque Misr ihre erste ausländische Tochtergesellschaft, die Banque Misr-France, um ägyptische Touristen in Frankreich zu bedienen. Ihr Pariser Büro befand sich in der Rue des Petits-Champs 101–103, der heutigen Rue Danielle Casanova 33–35, mit der registrierten Adresse gegenüber am Place Vendôme 24. Vier Jahre später schloss sich die Bank Misr mit der Banque Essadine im Libanon zusammen und gründete das Gemeinschaftsunternehmen Banque Misr-Syrie-Liban. Diese Bank übernahm dann die Banque Ezzeddine & Adib (Izz al-Din) in Tripoli.

Die Banque Misr scheiterte 1939, wurde dann aber reorganisiert.

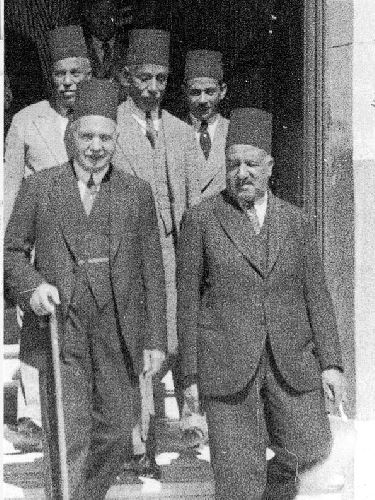
Talʿat Harb und Medhat Yakan bei der Eröffnung einer neuen Filiale der Banque Misr im Jahr 1935.

1960 verstaatlichte Gamal Nasser alle Banken in Ägypten, sowohl die ausländischen als auch die inländischen, einschließlich der vier größten inländischen Banken – National Bank of Egypt, Banque Misr, Bank of Alexandria und Banque du Caire. Im Jahr darauf verstaatlichte Syrien alle im Land tätigen Banken, einschließlich der Banque Misr.
- 1963: In Libyen gründet die Banque Misr die Nahda Arabian Bank, um dort ihre Filialen zu unterhalten.
- 1971: Die Banque Misr übernahm die Banque de Port-Said. Die Banque de Port-Said war 1960 gegründet worden, um das ägyptische Geschäft mehrerer ausländischer Banken zu übernehmen, darunter die Ionian Bank, die Ottoman Bank, die Banque Belge et Internationale en Egypte und die Bank of Tokyo.
- 1975: Die Liberalisierung des Markteintritts von Ausländern veranlasste mehrere ägyptische Banken zur Gründung von Joint-Venture-Banken mit ausländischen Banken.
- 1976: Die Banque Misr gründete die Misr International Bank (MIBank), an der die Banque Misr 44 %, First Chicago 20 %, Europartners 10,5 %, UBAF Bank 8,5 %, Banco di Roma 7,375 % und die Mitsui Bank 2,625 % halten. Misr gründete die Misr American International Bank (MAIB) mit der Bank of America.  Misr gründete die Misr Exterior Bank in einem Joint Venture mit der Banco Exterior de España.

- 1977: Die Bank MISR gründete die Misr Romanian Bank zusammen mit einer Reihe von rumänischen Banken. Die Misr besaß zunächst 51 %, die Banca Romana de Comert Exterior 19 % und andere rumänische Banken wie die Banca Agricola und die Banca Comerciala Romana den Rest.
- 1988: Die Banque de Caire beteiligte sich mit 17 % an der MIBank, und die Misr übernahm die 20%ige Beteiligung der First Chicago.
- 1995: Die Banque Misr gründete zusammen mit der Bank of Alexandria, der National Bank of Egypt, der Banque du Caire und Kato Aromatics die Cairo International Bank in Uganda.
- 1996: Die MIBank verkaufte 10 % ihrer Aktien im Rahmen eines Börsengangs an die ägyptische Öffentlichkeit. Die verbleibenden Aktionäre waren Misr mit rund 55 %, Banca di Roma International (10 %), British Arab Commercial Bank (8,5 %), Commerzbank und Banco Central Hispano Americano (zusammen 7,875 %) und Sakura Bank (2,625 %).
- 2004: Die Banque Misr ist in der Misr Exterior Bank aufgegangen.
- 2005: Die National Société Générale Bank (NSGB), ein Joint Venture zwischen der National Bank of Egypt und der französischen Société Générale, erwarb eine Mehrheitsbeteiligung an der Misr International Bank (MIBank) und wurde damit zur größten ägyptischen Privatbank. Die Arab African International Bank (AAIB) übernahm die Misr America International Bank (MAIB). Die libanesische Blom Bank erhöhte ihren Anteil an dem rumänisch-ägyptischen Joint Venture Misr Romania Bank auf 97 %, indem sie 84 % der Anteile erwarb.

## Dienstleistungen

### Investitionsfinanzierung
Die Allgemeine Investmentfondsverwaltung wurde 1994 gegründet, um das Angebot der Bank mit Blick auf Flexibilität und niedrige Kosten zu erweitern. Die Banque Misr verwaltet individuelle, unternehmerische und institutionelle Anlagen sowohl auf lange als auch auf kurze Sicht. Es werden acht Investmentfonds angeboten, jeder mit einer eigenen Anlagestrategie, die zwei Jahre in Folge mit einem regionalen Preis ausgezeichnet wurden.
- Erster Fonds
- Zweiter Fonds (Wachstumskapital)
- Dritter Fonds (kumulierte Rendite und periodische Ausschüttung)
- Vierter Fonds (nach der Scharia mit Hilfe des Al-Hosn-Fonds)
- Omar-Fonds (kumulative Anlage mit Lebensversicherung und Kapitalgarantie)

### Risikokapital
- Gründet Projekte im Auftrag von Kunden, holt behördliche Genehmigungen und Lizenzen ein, bereitet Gründungsverträge sowie Statuten und Satzungen vor, führt das monatelange Verfahren durch, veröffentlicht und registriert
- Organisiert das Underwriting für neue Projekte
- Erhöht das Aktienkapital bestehender Unternehmen, beendet deren Verfahren und stellt Einlagenzertifikate aus
- Emission von Anleihen für Unternehmen und Organisationen
- Liquidation von Unternehmen und Abwicklung der damit verbundenen finanziellen, rechtlichen und steuerlichen Verfahren
- Registriert die Aktien von Unternehmen als Depotbank
- Bewertung der Vermögenswerte von Unternehmen und Ermittlung des angemessenen Aktienpreises durch spezialisierte Sachverständigenbüros

### Immobilien
- Kauf und Verkauf von Immobilien und landwirtschaftlichen Flächen im Auftrag von Kunden
- Versteigerung von Immobilien aller Art
- Vermittlung von Wohn- und Verwaltungsimmobilien für Kunden
- Förderung von Industrie- und Tourismusprojekten, Wohn- und Verwaltungseinheiten, Villen, Resorts und Vergnügungsparks sowie herkömmliche Direktgeschäfte zwischen Käufer und Verkäufer

### Verwaltung des Portfolios
- Bereitstellung von technischer Beratung und Fachwissen zur Unterstützung von Projekten
- Zahlung regelmäßiger Verpflichtungen im Namen der Kunden gegenüber staatlichen Stellen und Gläubigern
- Abwicklung von Nachlässen in Ägypten und im Ausland und Aufteilung unter den Erben

### Sonstige Dienstleistungen
- Erstellung von wirtschaftlichen Machbarkeitsstudien für Kundenprojekte in spezialisierten Fachbüros
- Vorbereitung von Ausstellungen, Seminaren sowie nationalen und internationalen Konferenzen
- Andere nicht-traditionelle Dienstleistungen

### Telefon-Banking
Die Banque Misr bietet Telefonbanking unter der Nummer 19888 an, wobei die Vertraulichkeit durch einen Passcode und eine Seriennummer für jedes Konto gewährleistet wird. Bei der Eingabe dieser Nummern werden der Saldo und die letzten fünf Transaktionen angezeigt.

### Banque Misr Geldbörse
Im März 2017 führte die Banque Misr ihre Online-Banking-Dienste für elektronische Zahlungen über ein Mobiltelefon ein. Mit der Wallet kann man Geld auf Konten einzahlen und abheben, Überweisungen von einem aktivierten Konto auf ein anderes vornehmen, Rechnungen von Versorgungsunternehmen bezahlen, Guthaben von Unternehmen aufladen, spenden, Bußgelder bezahlen, Überweisungen empfangen und Einkäufe bei zugelassenen Händlern bezahlen.

## Bediente Gebiete
- Mit ihrer einzigartigen globalen Präsenz hat die Banque Misr auf nationaler Ebene Pionierarbeit bei den neuesten Bankinnovationen geleistet und verfügt über eines der größten Rechenzentren im Nahen Osten, das ihre 626 Filialen und 2.516 Geldautomaten im ganzen Land miteinander verbindet. Von 2005 bis 2009 baute das Unternehmen sein Filialnetz aus. Am Ende dieses Zeitraums verfügte das Unternehmen über 32 angeschlossene islamische Bankfilialen. Sie ist der größte Kreditkartenherausgeber in Ägypten und die erste Bank des Landes, die kontaktlose Zahlungen anbietet.
- Vereinigte Arabische Emirate: Gegründet 1974 als Banque du Caire, wurde der Name der Abteilung 2008 geändert, um ihn an die Hauptbank anzupassen. In den Emiraten gibt es 5 Filialen.[6]
- Libanon: Die 1929 gegründete Banque Misr ist eine der ältesten im Libanon tätigen Banken und verfügt über 18 Niederlassungen im ganzen Land mit einem Kapital von 100 Mrd. £L.
- Frankreich
- Deutschland
- Saudi-Arabien: Am 6. April 2021 erteilte das saudische Kabinett der Banque Misr die Genehmigung zur Eröffnung einer Niederlassung im Königreich.[7]